# Isotoma mazda
Isotoma mazda (лат.) — вид коллембол рода Isotoma (Desoria) из семейства изотомид (Isotomidae). Найдена на ледниках в горах Гималаи на высоте около 5570 м, известная как «Himalaya-Gletscherfloh» («Гималайская ледниковая блоха»). Объясняя видовой эпитет Yosii говорит о названии: «Вид посвящен Ахура Мазда (Ahura Mazda), Богу мерцающего солнечного света у Зороастра». 

## Описание
Мелкая чёрная коллембола, известная как «Himalaya-Gletscherfloh» («Гималайская ледниковая блоха») или «glacier fleas» («ледниковая блоха»). Обнаружена в 1961 году на поверхности ледника Наре (Nare Glacier) в верховьях долины Мингбо в направлении Мингбо Ла (к юго-востоку от Амай Дабланг, на высоте около 5570 м; в это время произошло значительное отступление ледника).
Впервые был описан в 1971 году под названием Isotoma mazda Yosii, 1971, затем был перенесён в род Desoria, несмотря на его необычную форму, поскольку найти новые признаки для нового таксона не представлялось возможным (Yosii, 1990). Позднее Mandal & Hazra (2009) поместили этот вид в подрод Desoria рода Isotoma.